# Wolfgang Sawallisch
Wolfgang Sawallisch (Múnich, Alemania, 26 de agosto de 1923-Grassau, Alemania, 22 de febrero de 2013) fue un director de orquesta y pianista alemán.

## Biografía
Nació en Múnich y empezó su carrera en el Teatro de la Ópera de Augsburgo en 1947. Siguieron luego puestos como director musical general en los teatros de Aquisgrán (1953-58), Wiesbaden (1958–60), Colonia (1960–64) y, a partir de 1961, una cátedra de Dirección de orquesta en la Escuela Superior de Música de Colonia.
En 1953 dirigió a la Filarmónica de Berlín, convirtiéndose en la persona más joven en hacerlo. Cuando debutó en el Festival de Bayreuth dirigiendo Tristán e Isolda en 1957, también fue el más joven director que había dirigido allí. 
Entre 1960 y 1970 fue director principal de la Orquesta Sinfónica de Viena, simultáneamente (entre 1961 y 1973) con la de Hamburgo. De 1973 a 1980 fue director principal de la Orquesta de la Suisse Romande con sede en Ginebra y de 1972 a 1992 director general musical de la Ópera Estatal de Baviera. Durante los más de veinte años en los que Wolfgang Sawallisch dirigió la Ópera de Múnich, esta institución gozó de un inmenso prestigio basado en su responsabilidad como director. Sawallisch desarrolla durante este período una extraordinaria labor y realiza numerosas giras y grabaciones discográficas de algunas de las óperas menos conocidas de Wagner y Richard Strauss. También dirigió títulos de compositores alemanes un tanto relegados a la sombra, como Pfitzner, Lortzing, Nikolai y Cornelius, y se mostró como un gran especialista en la música de Verdi.
En 1992, Sawallisch anunció que no sólo dejaba su puesto en la Ópera de Múnich, sino que también abandonaba la dirección operística en general para dedicarse a los conciertos sinfónicos. Entre 1993 y 2003 fue director musical de la Orquesta de Filadelfia, de la que era últimamente director honorario. También era director honorario de la Orquesta de la NHK de Tokio. Su vinculación con la Orquesta de Filadelfia duró hasta 2003, fecha en el que decidió retirarse momentáneamente a causa del fallecimiento de su esposa Mechthild, en 1998. Tuvieron un único hijo, Jörg Sawallisch, que era miembro honorario de The Robert Schumann Society.
Después de terminar su compromiso con la Orquesta de Filadelfia, Sawallisch volvió a aparecer como director invitado tanto en Filadelfia como en el Carnegie Hall. Sin embargo, problemas de salud relacionados con la tensión sanguínea impidieron a Sawallisch continuar dirigiendo. En unas declaraciones a The Philadelphia Inquirer del 27 de agosto de 2006, Sawallisch indicó las razones por las que se retiraba del podio de director de orquesta:
"Puede sucederme repentinamente que mi tensión baje demasiado, sin previo aviso. Esta inestabilidad me obliga a finalizar mi carrera después de 57 años de dirigir conciertos y ópera."
En 2003, Sawallisch contribuyó a la creación de una escuela musical en Grassau (Alemania), que en su honor se conoce como la Wolfgang Sawallisch Stiftung.
Ha publicado un libro autobiográfico Mein Leben mit der Musik.

## Interpretaciones destacadas
Wolfang Sawallisch era un director austero, heredero de la escuela de dirección alemana. De estilo claro y económico de gestos, sus interpretaciones tenían un hondo refinamiento musical y un profundo conocimiento de la escuela austro-alemana de compositores. Su lenguaje interpretativo tenía una pureza de sonido asentada en la fidelidad a la partitura. En Sawallisch destaca su clasicismo, una forma de hacer música objetiva y clara, siempre preocupada por la plasticidad y la exactitud y no exenta de inspiración. Con él no había espacio para las sorpresas, hecho que determinaba el que algunos críticos le considerasen como un maestro un tanto aburrido y asentado en un alto nivel técnico. 
Gran conocedor de la música de Mozart, Beethoven, Mendelssohn, Schumann y Brahms, era además un especialista en Wagner. Por otro lado Sawallisch obtuvo un gran reconocimiento como intérprete de la música de Richard Strauss. Se le consideraba el heredero de la tradición musical encarnada por el ilustre Karl Böhm.
Como pianista ha acompañado a algunos de los más importantes cantantes del género del lieder, entre los que se incluyen Dietrich Fischer-Dieskau, Elisabeth Schwarzkopf y Margaret Price. Sawallisch ha grabado, también como pianista acompañante, el Viaje de invierno (Die Winterreise) de Franz Schubert y el Liederkreis de Robert Schumann y otras canciones con Thomas Hampson. Uno de sus más célebres conciertos como pianista tuvo lugar el 11 de febrero de 1994 en Filadelfia, cuando Sawallisch actuó improvisadamente en lugar de la Orquesta de Filadelfia en un concierto dedicado a la música de Wagner, debido a que una importante tormenta de nieve había imposibilitado llegar a tiempo a la mayor parte de los maestros de la Orquesta de Filadelfia.

## Grabaciones destacadas
Entre sus grabaciones para EMI se incluyen muy reconocidas versiones de obras de Richard Strauss como el Capriccio y de las cuatro sinfonías de Robert Schumann con la Orquesta Estatal Sajona de Dresde. (Dresden Staatskapelle). Grabó una versión en sonido cuadrafónico (probablemente la única de la historia) de La flauta mágica de Mozart en 1973 para EMI, con un reparto encabezado por Peter Schreier como Tamino, Walter Berry como Papageno, Edda Moser como la Reina de la Noche, Anneliese Rothenberger como Pamina y Kurt Moll como Sarastro. Otras importantes grabaciones de distintas discográficas (EMI, Orfeo y Sony) son:
- Las nueve sinfonías de Ludwig van Beethoven con la Orquesta del Royal Concertgebouw de Ámsterdam.
- El Réquiem alemán de Johannes Brahms con la Orquesta Sinfónica de la Radio de Baviera y su coro.
- Las cuatro sinfonías de Brahms con la Orquesta Filarmónica de Londres.
- Las sinfonías 7 a 9 y el Concierto para violonchelo de Antonín Dvořák con la Orquesta de Filadelfia.
- La Sinfonía número 2 de Felix Mendelssohn con la Filarmónica de Berlín y el coro de Düsseldorf.
- La obra coral sacra de Franz Schubert con la Orquesta Sinfónica de la Radio de Baviera y su coro
- Macbeth de Giuseppe Verdi (grabación en directo), Festival de Salzburgo.
- El anillo del nibelungo y Los maestros cantores de Núremberg y Die Feen de Richard Wagner con la Ópera Estatal de Baviera.
- El holandés errante,Tannhäuser y Lohengrin de Wagner, Festival de Bayreuth.
- Los Wesendock Lieder de Richard Wagner con Marjana Lipovsek y la Orquesta de Filadelfia.

## Principales nombramientos como director
| Predecesor: Herbert von Karajan | Director principal, Orquesta Sinfónica de Viena 1960–1970    | Sucesor: Josef Krips          |
| Predecesor: Joseph Keilberth    | Director general musical, Ópera Estatal de Baviera 1971–1992 | Sucesor: Peter Schneider      |
| Predecesor: Paul Kletzki        | Director principal, Orquesta de la Suiza Romanda 1972–1980   | Sucesor: Horst Stein          |
| Predecesor: Riccardo Muti       | Director musical, Orquesta de Filadelfia 1993–2003           | Sucesor: Christoph Eschenbach |